# Elyanna
Elyanna   (Natzaret, 22 de gener de 2002) nom artistic d'Elian Amer Marjieh, és una cantant i compositora palestino-xilena que ha signat amb diversos segells discogràfics, entre ells Universal Music Group i Salxco.

## Biografia
Va néixer el 21 de gener de 2002 a la ciutat de Natzaret (Palestina). És filla d'una escriptora i neta d'un famós poeta i cantant palestí. El seu germà gran, Firas, és pianista i la seva germana, Tali, dissenyadora de moda. Amb només set anys, Elyanna ja cantava cançons d'artistes com Adele. Als quinze anys, es va traslladar amb la seva família a Los Angeles (Estats Units). Va ser descoberta pel productor musical Nasri Atwi, que la va convidar al seu estudi per cantar en àrab, i va presentar-li a l'artista Masari i al productor musical internacional Wassim Salibi (fundador i director executiu d'Universal, Arabic Music), que després es va convertir en el seu representant.

## Carrera
Eliana va començar la seva carrera de cantant versionant cançons a SoundCloud i YouTube. El 8 de juliol de 2019 va treure el seu primer tema, "Yalla Ya" a SoundCloud i YouTube, i el 24 de juliol de 2019, va llançar el segon tema, "Dance Me Shwe".
El 15 de novembre de 2019 va publicar la cançó "Gouloli Leh" amb un videoclip dirigit pel seu germà Firas, que és el primer senzill del seu mini àlbum. El 17 de gener de 2020 va llançar el seu segon senzill, "Shi", i el videoclip es va publicar el 22 de gener, dirigit per Russell Magic. El 7 de febrer de 2020 va publicar el seu primer mini àlbum, "Elyanna", sota el segell Empire . L'àlbum conté 6 cançons. El mateix dia va llançar el seu tercer senzill, "Majnouni Ana", juntament amb el seu videoclip. El 26 de març de 2020 va treure el seu quart senzill, "Ana Lahali", en col·laboració amb Massari . La cançó ha superat el milió de visualitzacions des que es va publicar a YouTube i va ocupar el primer lloc de la llista de les 20 millors cançons del Líban.
El març de 2021, va aparèixer a la portada de la revista GQ Middle East. Al maig del mateix any va aparèixer a la portada de la revista Jamalak i va col·laborar amb Issam Al-Najjar a la seva cançó "Hada Gharib", que es va publicar el 17 de setembre de 2021, amb el videoclip. El 4 de novembre de 202 va participar en el sopar benèfic del Children's Cancer Center del Líban, que es va dur a terme al Coca-Cola Arena de Dubai.
El 21 de gener de 2022, va llançar la cançó "Gharib Ali" en col·laboració amb Balti, el primer senzill del seu segon miniàlbum, el videoclip de la cançó va superar el milió de visualitzacions a YouTube dos dies després del seu llançament. La cançó va formar part del programa RADAR de Spotify, que té com a objectiu donar suport als artistes. Van col·locar anuncis de la cançó a Times Square a Nova York, Tunísia i Ramallah, a més de campanyes de promoció digital.
El 3 de març de 2022 va llançar el seu segon senzill, titulat "The Universe is Paradise with You", juntament amb el videoclip, en el qual Lana Del Rey va supervisar els looks i vestits d'Elyanna. La direcció va ser dirigida per la germana de Lana, la directora Caroline "Chuck" Grant. La cançó era la versió àrab de la famosa cançó francesa " La Vie en Rose ". El 4 de març de 2022 va llançar el seu segon mini àlbum, "Elyanna 2", que conté set cançons, i va realitzar una festa de llançament de l'àlbum al Peppermint Club de West Hollywood.
El 5 de març de 2022, Elyanna va participar amb Fay Khadra en la campanya publicitària d'IM-Optics de la Magrebi Company. El 18 de març de 2022, Elyanna va guanyar el Premi Next Generation Arab Woman a la categoria Global Achievement. El premi va ser lliurat per la revista Cosmopolitan Middle East durant la convenció Cosmotel 2022 a City Center Mirdif, en què Eliana va actuar en directe el 19 de març.
El 20 de maig de 2022, va interpretar en directe la cançó "Gharib Ali" amb Balti al seu concert a París, i el 21 de maig de 2022 va participar en la festa nocturna de l'Eid amb Balti a Alemanya, Colònia. El 21 de juny de 2022, va aparèixer a la portada de la revista Cosmopolitan Middle East per a l'edició d'estiu. El 24 de juny de 2022, va llançar un videoclip per a la cançó "Ala Bali", que és el tercer senzill del seu segon miniàlbum,Aquell mateix dia, Elyanna va participar en el concert gratuït "Yalla Joe" del cantant Balti a Tunísia al l'Avinguda Habib Bourguiba, davant de més de vint mil persones.
El 31 de juliol de 2022, Elyanna i Balti van participar en un concert de la 56è edició del Festival Internacional de Cartago, al qual van assistir més de set mil persones. Van ser homenatjats pel director del festival, Kamal Al-Ferjani, amb una menció honorífica. El 4 de novembre de 2022, va publicar la cançó "Sugar", que és la versió en àrab de la cançó "Sugar" del cantant Zoobi, en col·laboració amb Anato. El 5 de novembre de 2022 va participar en el sopar benèfic del Children's Cancer Center del Líban, que es va celebrar a l'Òpera de Dubai. El 28 de novembre de 2022 vaig participar com a ponent a la conferència XP Music Futures, que es va dur a tèrme a l'Aràbia Saudita, a la governació de Diriyah, al barri de Jax. El 3 de desembre de 2022, va participar en un concert al festival Soundstorm de MDL Beast, que es va celebrar a Riad.
L'abril de 2023, Elyanna participarà al Festival de Coachella, i serà la primera cantant àrab que actuarà en la seva llengua.

## Discografia

### Miniàlbuns
| l'adreça | Detalls de l'àlbum                                                                             |
| -------- | ---------------------------------------------------------------------------------------------- |
| Eliana   | - Data de llançament: 7 de febrer de 2020 - Companyia: Elmar Music / Empire                    |
| Eliana 2 | - Data de llançament: 4 de març de 2022 - Companyia: Universal Arabic Music / Republic Records |

### Senzills
| Nom                                       | Any  | Posició | àlbum               |
| Nom                                       | Any  | Líban   | àlbum               |
| ----------------------------------------- | ---- | ------- | ------------------- |
| "Yalla Ya"                                | 2019 | —       | Caninos sense àlbum |
| "Dance Me Shwe"                           | 2019 | —       |                     |
| "Qululi Lih"                              | 2019 | —       | Elyanna             |
| "Shy"                                     | 2020 | —       | Elyanna             |
| "Majnuni Ana"                             | 2020 | —       | Elyanna             |
| "Ana Lihali" (en colaboración con Masari) | 2020 | 1       | Elyanna             |
| "Gharib Alin"(En colaboración con Balti)  | 2022 | 2       | Elyanna 2           |
| "The Universe is Paradise with You"       | 2022 | —       | Elyanna 2           |
| "Ala bali"                                | 2022 | 6       | Elyanna 2           |

### Col·laboracions
| Nom                                                   | Any  | Posició | Àlbum |
| Nom                                                   | Any  | Líban   | Àlbum |
| ----------------------------------------------------- | ---- | ------- | ----- |
| "Hadana Gahrib"(En col·laboració amb Issam El-Najjar) | 2021 | 1       | Bari? |

## Filmografia
| Any  | Nom                                                | Àlbum     | Director                      |
| ---- | -------------------------------------------------- | --------- | ----------------------------- |
| 2019 | "Yalla Ya"                                         | Elyanna   | Firas Marjieh                 |
| 2020 | "Shy"                                              | Elyanna   | Russell Magic                 |
| 2020 | "Majnuni Ana"                                      | Elyanna   | Firas Marjieh y Karina Ashkar |
| 2020 | "Ana Lihali" (en col·laboració amb Massari)        | Elyanna   | Ava Ricky                     |
| 2021 | Hada Gharib (en col·laboració amb Issam Al-Nejjar) | Bari      | Juan Primo                    |
| 2022 | "Gharib Ali" (en col·laboració amb Balti)          | Elyanna 2 | Juan Primo                    |
| 2022 | "The Universe is Paradise with You"                | Elyanna 2 | Caroline "Chuck" Grant        |
| 2022 | "Ala Bali"                                         | Elyanna 2 | Russell Magic                 |

| la data               | l'esdeveniment                                          | ciutat                       | L'escenari               |
| --------------------- | ------------------------------------------------------- | ---------------------------- | ------------------------ |
| 10 d'octubre de 2021  | Concert d'Issam El-Naggar                               | Amman, Jordània              | Teatre Odeon             |
| 4 de novembre de 2021 | El sopar benèfic del Children's Cancer Center del Líban | Dubai, Emirats Àrabs Units   | Coca-Cola Arena          |
| 14 de març de 2022    | Festa de llançament del disc Elyanna 2                  | West Hollywood, Estats Units | Peppermint Club          |
| 19 de març de 2022    | Cosmotel 2022                                           | Dubai, Emirats Àrabs Units   | Centre Ciutat Mirdif     |
| 20 de març de 2022    | Festa al vespre de París                                | París, França                | O'Velling Hall           |
| 21 de març de 2022    | Festa d'Eid                                             | Colònia, Alemanya            | Sala Sartori             |
| 24 de juny de 2022    | Yalla Joe                                               | Tunis, Tunísia               | Avinguda Habib Bourguiba |
| 31 de juliol de 2022  | Festival Internacional de Cartago                       | Cartago, Tunísia             | Teatre de Cartago        |
| 5 de novembre de 2022 | El sopar benèfic del Children's Cancer Center del Líban | Dubai, Emirats Àrabs Units   | Òpera de Dubai           |
| 3 de desembre de 2022 | Festival MDL Beast Sound Storm                          | Riad, Aràbia Saudita         | Down Theatre Beast       |

## Premis i nominacions
| Any  | Premi                            | Categoria | Resultat   |
| ---- | -------------------------------- | --------- | ---------- |
| 2022 | Next Generation Arab Woman Award | Èxits     | Guanyadora |